# 居伊·鲁
居伊·鲁（法語：Guy Roux，1938年10月18日—），法国足球教练，前后执教法國球會歐塞爾长达44年，把其从一支默默无闻的小镇球队带领成为法甲聯賽冠军。

## 生平
居伊·鲁1952年至1961年间曾以球员身份效力欧塞尔，退役后即成为該隊主教练。时该队还位處丙組（第三级联赛）中。1979年，居伊·鲁率队打入法国杯决赛，次年率队升入法甲。在法甲期间，欧塞尔获得联赛冠军一次（1996年），法国杯冠军四次（1994、1996、2003、2005），并曾打入欧洲联盟杯足球赛四强。2005年，居伊·鲁宣布从欧塞尔队退休。2007年，他曾短暂执教朗斯足球俱乐部。
居伊·鲁善于发现并培养年轻球员，在其漫长的执教生涯中，他将欧塞尔建设成欧洲著名的青年球员训练营，并培养出以为代表的大批球星。

## 榮譽

### 俱樂部榮譽
歐塞爾青年會
- 法國乙級聯賽冠軍：1979/80年
- 法國甲級聯賽冠军：1995/96年
- 法国盃冠军：1994年、1996年、2003年、2005年
- 阿爾卑斯盃（英语：Cup of the Alps）冠軍：1985年、1987年
- 圖圖盃冠軍：1997年

### 個人榮譽
- 法國榮譽軍團(騎士)勳章：1999年
- 法國榮譽軍團(軍官)勳章：2008年